# Курма (притока Лумпуна)
Курма́ (рос. Курма) — річка у Кіровській області (Унинський район) та Удмуртії (Сюмсинський район), Росія, права притока Лумпуна.
Річка починається на території Унинського району Кіровської області. Русло спрямоване спочатку на південний схід, потім на схід, а нижня течія — на південь. Впадає до Лумпуна вже на території Сюмсинського району Удмуртії.
Русло вузьке, долина широка. Береги заліснені та заболочені. Приймає декілька дрібних приток. Над річкою не розташовано населених пунктів, у нижній течії русло перетинала Кільмезька вузькоколійна залізниця.